# Villarjuán
Villarjuán (llamada oficialmente San Lourenzo de Vilarxoán) es una parroquia y una aldea española del municipio de Incio, en la provincia de Lugo, Galicia.

## Límites
Limita con las parroquias de Mao y San Cristóbal de Lóuzara al norte, San Juan de Lóuzara al este, y Foilebar al sur y al oeste.

## Organización territorial
La parroquia está formada por dos entidades de población:
- Leizán
- Vilarxoán

## Demografía

### Parroquia
| Gráfica de evolución demográfica de Villarjuán (parroquia) entre 2000 y 2020 |
|                                                                              |
| Datos según el nomenclátor publicado por el INE.                             |

### Aldea
| Gráfica de evolución demográfica de Vilarxoán (aldea) entre 2000 y 2020 |
|                                                                         |
| Datos según el nomenclátor publicado por el INE.                        |